# Äventyrspaket 1
Äventyrspaket 1 var Äventyrsspels första utgåva med två mindre äventyr för Drakar och Demoner som skulle kunna spelas på en eller ett par kvällar vardera och lätt fogas in i en spelgrupps befintliga kampanj. I det första äventyret, Svart duell, ska rollpersonerna besegra en ond trollkarl och hans anhängare och i det andra äventyret, Skönheten och odjuren, ska rollpersonerna undersöka en klosterruin. De två äventyren har, avsiktligt, olika karaktär: Svart duell är våldsamt medan Skönheten och odjuren innebär en del problemlösning och möjlighet till rollspelande.
Äventyrspaket 1 gavs första gången ut 1986 men nytrycktes året därpå för att skickas med som äventyrsbilaga i 1987 års utgåva av grundreglerna.
Anders Blixt, en av författarna till Skönheten och odjuren, har sedermera medgivit att titeln var en dålig ordvits och skulle uttydas "sjön-heten och odjuren" eftersom klosterruinerna ligger vid en sjö och är bebodda av banditer.